# Wasserkraftwerk Naturns
Das Wasserkraftwerk Naturns ist ein Speicherkraftwerk der Alperia AG in Naturns in Südtirol, das vom Vernagt-Stausee gespeist wird. Das Kraftwerk nutzt die sehr große Fallhöhe von 1.135 m zwischen Stausee und Naturns und ist damit das größte Hochdruckwasserkraftwerk in Südtirol.

## Lage
Das Kraftwerk liegt auf dem Gemeindegebiet von Naturns im Ortsteil Kompatsch zwischen dem linken Flussufer der Etsch und dem Naturner Sonnenberg neben der Seilbahn Sonnenberg. Das Krafthaus selbst liegt hinter der Schaltanlage am Bergmassiv. 

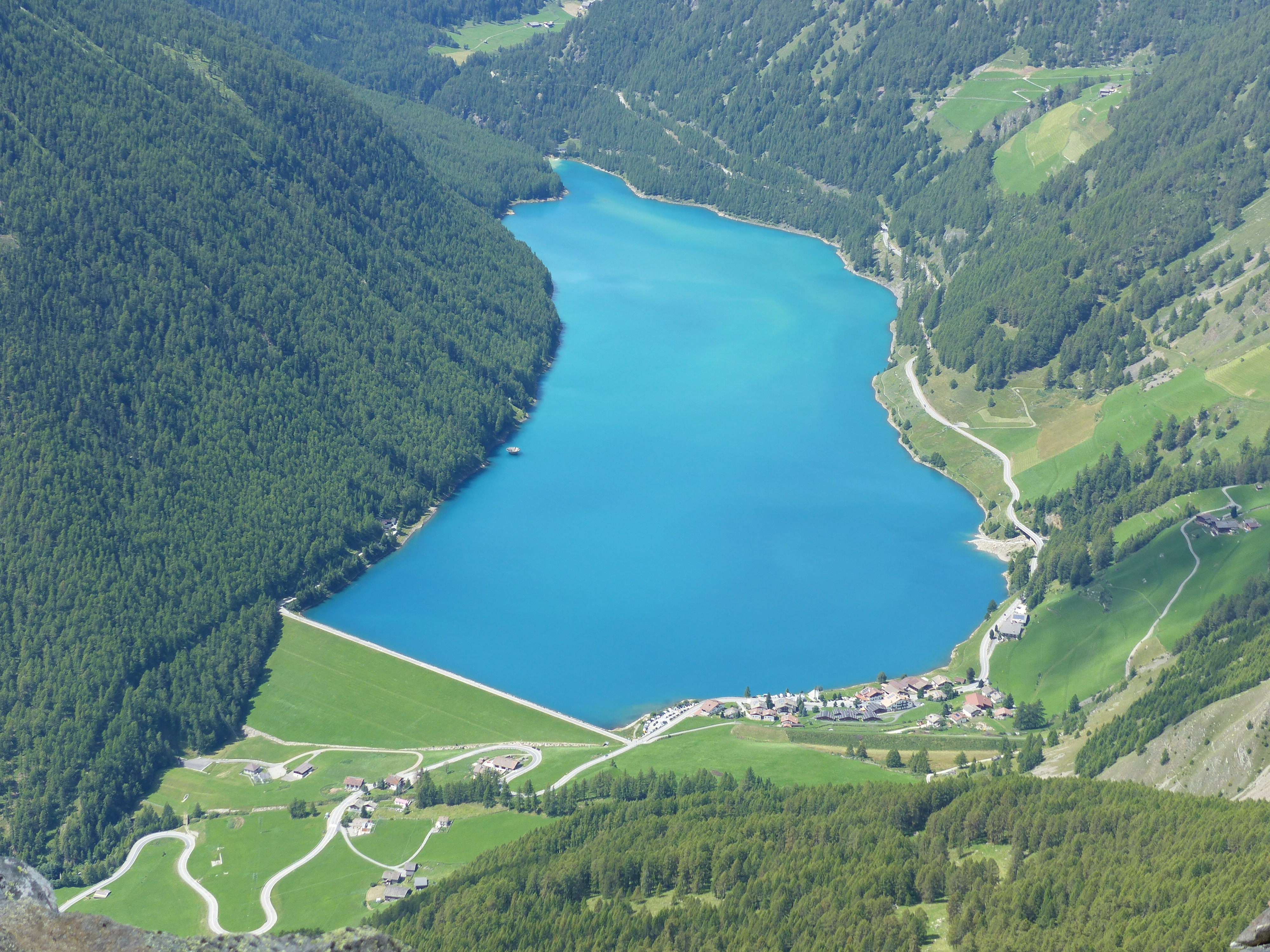
Die Wasserfassung aus dem Vernagt-Stausee

Die Wasserfassung ist im 15 km entfernten Vernagt-Stausee im Schnalstal. Von dort wird es mit einem Druckstollen zum Wasserschloss am Naturnser Sonnenberg geführt. Auf dieser Strecke wird noch das Wasser des Pfossen-, Graf-, Mastaun- und Penaudbaches zugeleitet. Das Zweikammerwasserschloss ist 100 m hoch. Von dort gelangt das Wasser mit einer im Gelände offen verlegten 2 km langen Druckrohrleitung zum Kraftwerk.

## Geschichte
Das Wasserkraftwerk Naturns wurde durch die Etschwerke der Städte Meran und Bozen, heute fusioniert zu Alperia, von 1953 bis 1956 gebaut und 1963 in Betrieb genommen. Das zweigeschossige Krafthaus aus Stahlbeton wurde durch das Architektenbüro Dalla Bona & Zamolo (Bozen) und Willy Gutweniger (Meran) geplant.
Zwischen 1999 und 2001 wurde der Druckstollen generalsaniert und die Druckleitung innen mit einer Antikorrosionsschicht überzogen.

## Technik
Das Kraftwerk Naturns besteht aus drei Maschinensätzen. Jede Gruppe besitzt einen dreiphasigen Synchrongenerator mit zwei Pelton-Turbinen, die beidseits auf der horizontalen Generatorwelle angekoppelt sind.
Zwei Maschinengruppen von Siemens/Voith haben eine Leistung von jeweils 66,4 MVA und die dritte Gruppe von Riva-HYDROART erzeugt bis zu 110 MVA. Das abgearbeitete Wasser mündet nach 425 m in die Etsch. Der erzeugte Strom wird in das 220 KV Fernleitungsnetz eingespeist.